# Barcelona, nit d'estiu
Barcelona, nit d'estiu és una pel·lícula catalana de comèdia romàntica dirigida per Dani de la Orden i estrenada el 2013. El guió de la pel·lícula està inspirat en la cançó Jo mai mai de Joan Dausà, que posteriorment es va encarregar de la seva banda sonora i també hi tingué un paper destacat.

## Argument
Sis històries d'amor entrecreuades i ocorregudes durant la nit del 18 d'agost de 2013 quan el cometa Rose va creuar el cel de la ciutat de Barcelona oferint un espectacle únic que no tornarà a repetir-se fins d'aquí a diversos segles. Per una banda, en Joan ha organitzat un sopar a casa seva amb l'excusa del cometa i ha convidat els seus amics, entre ells la Judit, de qui sempre ha estat enamorat, i el seu marit Toni. Per una altra, en Guillem s'ha enamorat per primera vegada de la Sara, que està convençuda que aquesta nit serà la fi del món. En una alta part de la ciutat, la Roser està sortint amb en Ricard des de fa un any, però avui es retrobarà amb un ex, l'Albert. Paral·lelament, la Laura i el Carles estan a punt d'assabentar-se que seran pares. Mentrestant, l'Oriol i l'Adrià posaran a prova la seva amistat després de conèixer la noia dels seus somnis, la Katherine, i finalment, en Marc i en Jordi, dos companys d'equip de futbol, s'hauran de replantejar la seva relació secreta.

## Repartiment
- Francesc Colomer: Guillem
- Jan Cornet: Héctor
- Joan Dausà: Joan
- Mar del Hoyo: Roser
- Laura de la Isla (acreditada com a Laura Díaz):[5] Anna
- Miki Esparbé: Carles
- Sara Espígul: Judit
- Luís Fernández: Marc
- Marc García Coté: Albert
- Àlex Monner: Jordi
- Octavi Pujades: entrenador
- Miriam Planas: Sara
- Mingo Ràfols: Artur
- Alba Ribas: Katherine
- Santi Ricart: Toni
- Pau Roca: Albert
- Bárbara Santa-Cruz: Laura
- Claudia Vega: Mireia
- Peter Vives: Ricard

## Premis i nominacions

### Premis
- 2014: Premi del públic al Festival Internacional de Cinema en Català.[6]
- 2014: Gaudí a la millor música original per Joan Dausà.[7][8]

### Nominacions
- 2014: Gaudí a la millor pel·lícula en llengua catalana.[9]
- 2014: Gaudí a la millor música original per Joan Dausà.[9]
- 2014: Gaudí al millor muntatge per Elena Ruiz i Albert Gutiérrez.[9]